# Falla de Nojima
La Falla de Nojima (野島断層 Nojima Dansō?) es una falla geológica que discurre por la isla de Awaji y al pasar el estrecho de Akashi se conecta con las fallas de Suma y Suwayama, que discurren por el centro de la ciudad de Kobe. El 17 de enero de 1995, la repentina ruptura de esta falla produjo el Gran terremoto de Hanshin, el cual tuvo una magnitud de 6.9 Mw. Este sismo causó daños graves y más de 6000 muertos en Kobe y zonas aledañas. Esta falla conforma un ramal de la Línea Tectónica Media Japonesa, que corre a lo largo de la mitad sur de la isla de Honshu.

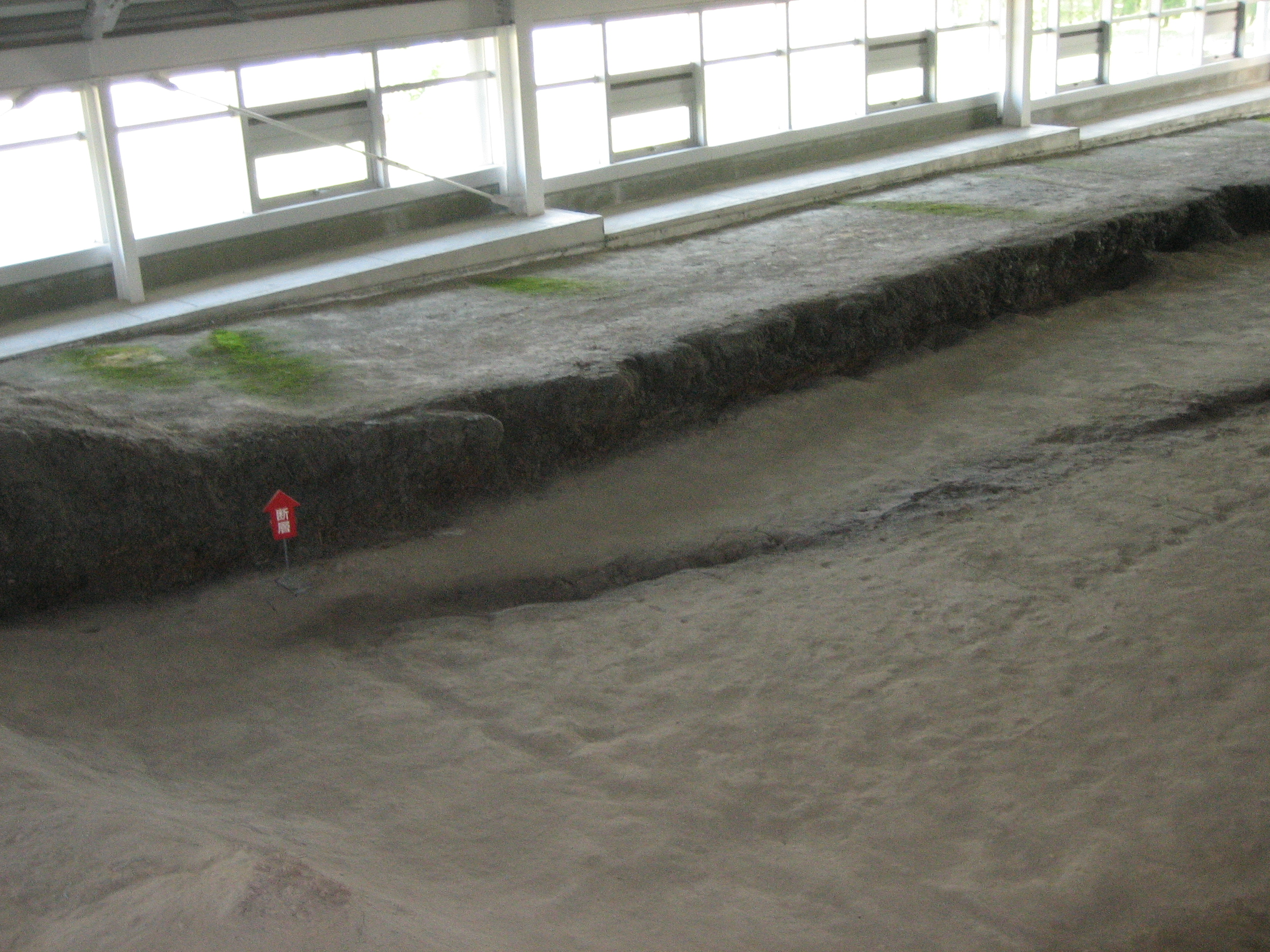
Paso de la Falla de Nojima en Awaji.